# بانکداری در سوئیس

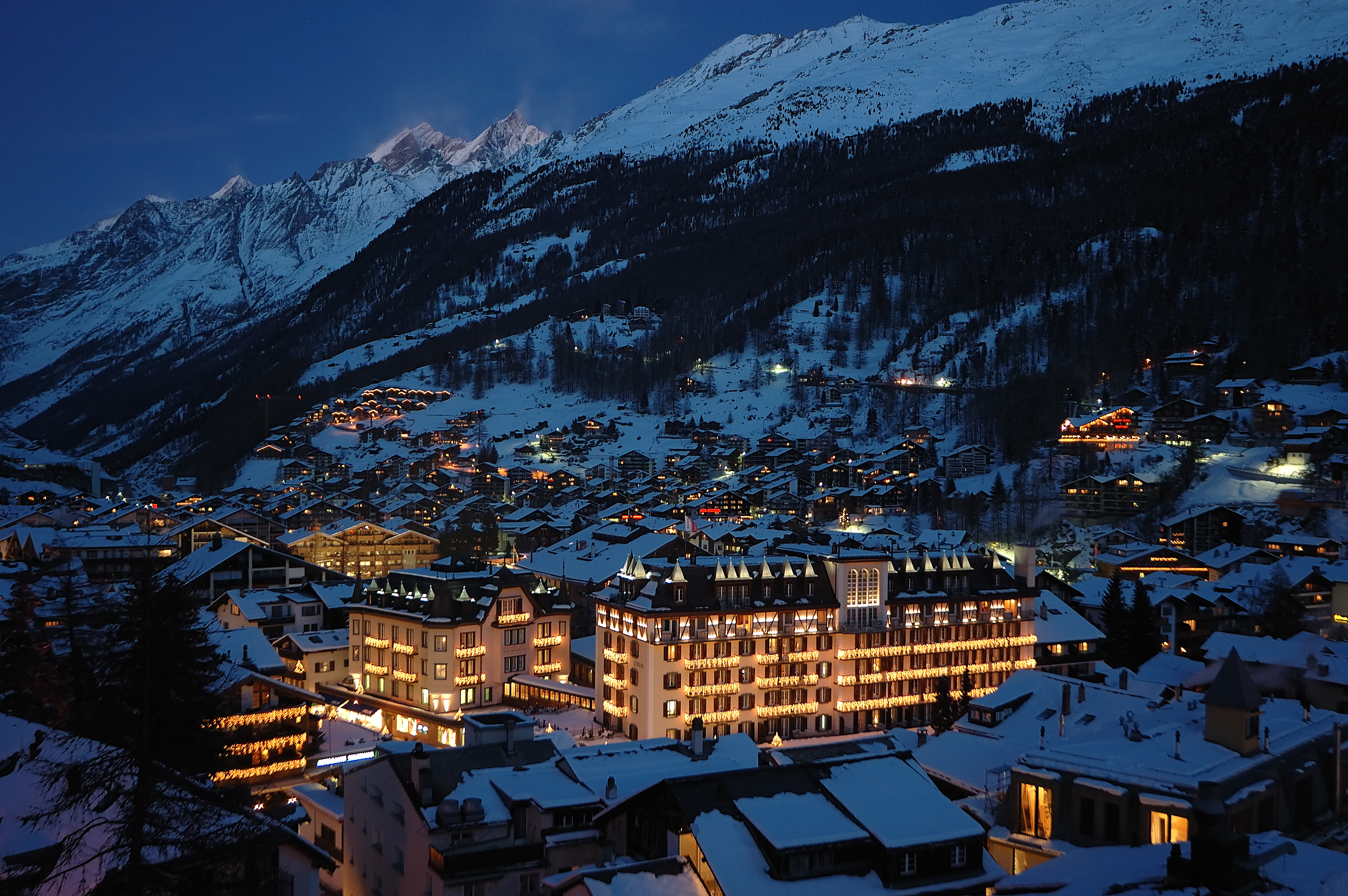
تصویری از بانک مرکزی سوئیس

بانکداری در سوئیس تحت نظارت قدرت بازارهای مالی است که قدرت آن برگرفته از یک سری از قوانین فدرال است. سنت رازداری بانکی این کشور به قرون وسطی برمی‌گردد. برای اولین بار در قانون فدرال برای بانک‌ها و بانک‌های پس‌انداز مدون شد که در محاوره از ان به نام قانون ۱۹۳۴ یاد می‌شود. رژیم رازداری بانکی که بانک‌های سوئیس بخاطر آن معروف هستند در پی رسوایی بانک UBS از فرار مالیاتی تحت‌فشار قرار گرفتند و قانون ۱۹۳۴ بانکی در سال ۲۰۰۹ برای محدود کردن مشتریان غیر سوئیسی از فرار پرداخت مالیات ایجاد شد
در سال ۲۰۱۱، بانک‌ها سوئیس نشان دادند که ۵۹٫۴٪ از کل ارزش افزوده بخش مالی سوئیس، که در مجموع ۳۵٫۰ میلیارد فرانک ست که معادل ۶٫۲٪ از تولید ناخالص داخلی این کشور است.
UBS و Credit Suisse، دو بانک بزرگ در سوئیس، در سطح جهانی، با دارایی حدود ۱۳۷۵ میلیارد دلار در رتبه‌ها ی ۱۹ و ۲۵ میان بانک‌های جهان قرار دارند
در ۱۱ اکتبر ۲۰۰۸، صنعت بانکداری در سوئیس دارای نسبت‌های اهرمی متوسط می‌باشد (دارایی / ارزش خالص) ۲۹/۱ می‌باشد در حالی که بدهی‌های کوتاه مدت در صنعت به ۲۶۰ درصد از تولید ناخالص داخلی سوئیس یا ۱۲۷۳ درصد از بدهی ملی سوئیس برابر می‌باشد.
بانکداری در قرن هجدهم از طریق ثروت تجار شرکت وگلین شروع شد. قدیمی‌ترین بانک در سوئیس. در سال ۱۷۴۱، تأسیس و در سال ۲۰۱۳ مورد بازسازی قرارگرفت و به یک نهاد حقوقی جدید تبدیل شد.
Hentsch &CIE و Lombard Odie هر دو در سال ۱۷۹۶ در ژنو به عنوان بانک‌های خصوصی تأسیس شد، و در سال 1805 Pictet Group به عنوان بانک‌های تجاری تأسیس شد. Hentsch & CIE یکی از اعضای مؤسس بانک ملی سوئیس در طول سال ۱۸۵۲ بود
بانک‌های سوئیس در ژنو و زوریخ به عنوان پناهگاه‌های امنی برای نگهداری ثروت دیکتاتورها و حاکمان مستبد، انجمن‌ها و دلالان اسلحه، مقامات فاسد، روسپی، و تقلب‌گران مالیاتی هستند.
در سال ۲۰۱۸، شبکه عدالت مالیاتی، بخش بانکداری سوئیس را به دلیل صنعت بزرگ بانکداری فراساحلی و قوانین محرمانه بسیار سخت، به عنوان «فاسدترین» در جهان رتبه‌بندی کرد. این قوانین امکان پولشویی و پنهان کردن ثروت به دست آمده غیرقانونی را فراهم می‌کند.

## بررسی اجمالی
ملت سوئیس یک ملت مرفه با سرانه تولید ناخالص داخلی بالاتر از بسیاری از کشورهای اروپای غربی است علاوه بر این، ارزش فرانک سوئیس (CHF) در نسبتاً مقایسه با سایر ارزها با ثبات است.
در سال ۲۰۰۹، صنعت مالی شامل ۱۱٫۶٪ از تولید ناخالص داخلی سوئیس یود و از حدود استخدام ۱۹۵، هزار نفر (۱۳۶۰۰۰ نفر از آن‌ها در بخش بانکی کار می‌کنند). که حدودا برابر با ۵٫۶ درصد از کل نیروی کار در سوئیس می‌باشد همچنین تعداد کارمندان بانک‌های سوئیس در خارج از کشور برابر ۱۰۳ هزار نفر است.
بی طرفی سوئیس و حاکمیت ملی، به مدت طولانی و به رسمیت شناخته شدن توسط کشورهای خارجی، یک محیط پایدار را برای بخش بانکی که قادر به توسعه و رشد بود را برقرار کرد سوئیس بی طرفی خود را در هر دو جنگ جهانی حفظ کرده. این کشور عضو اتحادیه اروپا نیست، و حتی تا سال ۲۰۰۲ عضو سازمان ملل متحد هم نبود
در حال حاضر حدود یک سوم از تمام وجوه در سراسر جهان در خارج از کشور خود (گاهی به نام آن‌ها وجوه دور از ساحل گفته می‌شود) در سوئیس نگهداری می‌شود. در سال ۲۰۰۱ بانک‌های سوئیس حدود ۲٫۶ تریلیون دلار را مدبریت کردن در سال بعد ۴۰۰ میلیارد دلار کمتر مدبریت کردند که علت آن به خاطر بازار بدبینانه و مقررات سختگیرانه تر در بانکداری سوئیس بود و در سال ۲۰۰۷ این رقم مجدداً به حدود ۲٫۷ تریلیون دلار $، افزایش یافته‌است.
مقر سازمان بانک‌های بین‌المللی که در سال ۱۹۳۰ جهت تسهیل همکاری بین بانک‌های مرکزی جهان ینا نهاده شد، در شهرستان از بازل می‌باشد و سازمان بانک‌های بین‌المللی به علت بی طرفی سوئیس در این کشور مستقر شد و نکته مهم این است که توسط کشورهای تأسیس شد که در هر دو طرف جنگ جهانی بودند
بانک‌های خارجی در انجمن سوئیس گزارش داد که از آغاز سال ۲۰۱۲ تا پایان ماه مه ۲۰۱۳، تعدادی از بانک‌های فعال خصوصی خارجی به علت تنزل مقررات رازداری بانکی از ۱۴۵ به ۱۲۹ رو به کاهش یافته و همچنین در طول پنج سال گذشته، دارایی بانک‌های خارجی تحت مدیریت این کشور به میزان ۲۵٪ برابر با ۸۷۰٫۷ بیلیون فرانک سوئیس (۹۲۱ میلیارد $) به علت پرداخت مالیات یا برداشت پول مشتریان کاهش یافته‌است. بانک‌های خارجی در سوئیس حاشیه مالیاتی خود را از ۳۸ واحد پایه در سال ۲۰۰۷ به ۲۰ واحد در سال ۲۰۱۲ کاهش داده‌اند.

## قوانین و مقررات
سازمان نظارت بر بازارهای مالی سوئیس (FINMA) یک نهاد قانون عمومی که ناظر بر فعالیت‌های مرتبط بانکی و همچنین بازار اوراق بهادار و صندوق‌های سرمایه‌گذاری است. این اختیارات نظارتی از قانون نظارت بر بازارهای مالی و همچنین (FINMASA) ماده ۹۸ از قانون اساسی فدرال سوئیس. به این سازمان داده شده‌است.
دفتر بازرس بانکداری سوئیس، در سال ۱۹۹۳ توسط بنیاد یازرس بانکداری سوئیس، تأسیس شده‌است، که توسط انجمن بانکداران سوئیس حمایت شده می‌شود خدمات این دفتر شامل، میانجیگری و کمک به افراد با دارایی‌های خفته؛ و غیر و به صورت رایگان می‌باشد. سالانه حدود ۱۵۰۰ شکایت علیه بانک سالانه. انجام می‌شود
در اکتبر ۲۰۱۳، دولت سوئیس اعلام کرد اگر پارلمان سوئیس تصویب کند قصد دارد که توافق بین‌المللی وابسته به سازمان همکاری و توسعه را امضا کند، بنابراین شیوه‌های بانک سوئیس با کشورهای دیگر هم تراز خواهد کردو این پایان دادن به رازداری ویژه‌ای است که مشتریان بانک‌های سوئیس در گذشته از آن برخوردار بودند. توافق نامه‌ای در ۲۷ می ۲۰۱۵ در بروکسل توسط کمیساریای پیر موسکوویسی و جنیس Reirs، وزیر دارایی لتونی به نمایندگی از ریاست جمهوری لتونی، شورای اتحادیه اروپا و وزیر امور خارجه سوئیس برای مسائل بین‌المللی مالی، امضا شد،

## اساسنامه
در سال ۱۹۳۴، مجلس فدرال قانونی را بر بانک‌ها و بانک‌های پس انداز، را تصویب کرد که به‌طور کلی مربوط به مسائل اجرایی مانند نظارت بر بانک (در محاوره به عنوان قانون بانکداری در سال ۱۹۳۴ شناخته می‌شود) می‌شد
خبردروغ هنوز به‌طور گسترده پذیرفته شده‌است که مقررات رازداری لایحه سال ۱۹۳۴ توسط تلاش‌های آلمان نازی جهت بررسی دارایی‌های یهودیان و «دشمنان حکومت» در سوئیس برگزار شد. در مورد در مرحله اول، رازداری بانکی در سوئیس در سال ۱۹۳۴ ایجاد نشد، بلکه تقویت؛ در مرحله دوم، حوزه قانون‌گذاری سوئیس در سال ۱۹۳۴ بدون در نظر گرفتن انگیزه‌های بشر دوستانه این قانون را تقویت کرد

## پرداخت الکترونیک
بانک‌های سوئیس، و همچنین اداره پست (که برخی از معاملات مالی را کنترل می‌کند) از یک سیستم پرداخت‌های الکترونیکی شناخته شده به عنوان Swiss Interbank Clearing استفاده می‌کنند این سیستم تحت نظارت بانک ملی سوئیس است و از طریق سرمایه‌گذاری مشترک اداره می‌شود. در سال 2005، SIC در بیش از ۲۵۰ میلیون معاملات به کار گرفته، و مقدار گردش مالی ۴۱ تریلیون فرانک سوئیس بود.

## بانک‌های اصلی
از سال ۲۰۰۸، تعداد ۳۲۷  بانک و معامله کنندگان اوراق بهادار  مجاز، در سوئیس وجود دارد. UBS و Credit Suisse به ترتیب بزرگترین و دومین بانک‌های سوئیس هستند و بیش از ۵۰٪ از تمام سپرده در سوئیس در حساب این دو بانک می یاشد ؛ هر کدام  شبکه‌های گسترده شعبه در سراسر کشور و مراکز بین‌المللی دارند. بانک‌های UBS و Credit Suisse  به  علت  اندازه و پیچیدگی‌های، که دارند  بیشتر از بانک‌های دیگر در معرض در نظارت کمیسیون بانکی فدرال. می‌باشند
-1UBSUBS در ژوئن ۱۹۹۸ به وجود آمد، زمانی که اتحادیه  بانک سوئیس، در سال ۱۸۶۲ تأسیس شد، و شرکت بانک سوئیس، در سال ۱۸۷۲ تأسیس شد، هم ادغام شدند. مقر اصلی آن در زوریخ و بازل، که  بزرگترین بانک سوئیس است. هفت دفتر اصلی در سراسر جهان (چهار در ایالات متحده و هر یک در لندن، توکیو، و هنگ کنگ) و  در پنج قاره دارد.

## بانک کردیت سوئیس
کردیت سوئیس  که در سال ۱۸۵۶ تأسیس شد دومین بانک سوئیس است. که  در زوریخ، مستقر می‌باشد. ارزش بازار آن (از سال ۲۰۰۷) ۹۵۲۰۰ میلیون دلار است.  این شرکت حدود ۴۰ هزار کارمند دارد. کردیت سوئیس گروه ارائه دهنده  خدمات بانکداری خصوصی، سرمایه‌گذاری بانکی و  خدمات مدیریت دارایی‌ها  است. اولین شرکت بوستون در سال ۱۹۸۸ و با شرکت بیمه در سال ۱۹۹۷ با هم ادغام شدند Winterthur insurance company ؛ در سال ۲۰۰۶. به AXA فروخته شد خدمات مدیریت دارایی  در سال ۲۰۰۸ در طول بحران اقتصادی ۲۰۰۷-۲۰۱۰ را به  فروخته Aberdeen Asset Management شد.
بانک مرکزی سوئیس (SNB) به عنوان بانک مرکزی این کشور عمل می‌کند. که در ۱۶ ژانویه ۱۹۰۶  توسط قانون فدرال تأسیس شد . از آغاز کسب و کارش در ۲۰ ژوئن سال  ۱۹۰۷. بود  سهام آن به صورت عمومی داد و ستد می‌شود، و توسط کانتون، بانک ایالتی برگزار شد. سهام آن  به صورت عمومی، داد و ستد می‌شود  و در دست کانتون، بانک‌ها کانتونی، و سرمایه‌گذاران فردی می‌باشد . دولت فدرال  از سهم داران این بانک نیست.
اگر چه بانک مرکزی اغلب دارای اختیارات نظارتی بر سیستم بانکی کشور اما بانک مرکزی صرفاً نقش کمسیون بانکی فدرال را دارد

## بانک‌های خصوصی
بانک‌های خصوصی اصطلاحاً اشاره دارد به یک بانک که خدمات بانکداری خصوصی را ارائه می‌دهد و به شکل یک همکاری قانونی است. او بانک‌های خصوصی برای اولین بار در اواسط و اواخر قرن ۱۸ به ترتیب در  در سنت گالن و در ژنو به صورت مشارکت ایجاد شد، و برخی هنوز در دست خانواده‌های اصلی خود مانند Hottinger و Mirabaud هستند. . در سوئیس، بانک‌هایی خصوصی نامیده می‌شود که به صورت شرکت‌های سهامی‌باشند. در سوئیس از لحاظ تاریخی حداقل به  ۱ میلیون فرانک  به بازکردن یک حساب  نیازداریم، با این حال، در طول سال گذشته، بسیاری از بانک‌های خصوصی سعی در بر داشتن موانع داشته‌اند و این رقم را به ۲۵۰ هزار فرانک  رسانده‌اند.

## بانک نظارتی
در سال ۲۰۰۶، ۲۴ بانک ایالتی نیمه دولتی که توسط ایالت‌ها که در تمام کسب و کار بانکی دخالت دارد تضمین شده وجود دارد. بزرگترین بانک ایالتی، در کانتون بانک زوریخ، درآمد خالص در سال ۲۰۰۵ از ۸۱۰ میلیون فرانک  بود.
بانک Raiffeisen سوئیس نقش بانک مرکزی در ارائه خدمات وزارت خزانه داری را دارد و شامل ۳۲۸ بانک در سال ۲۰۱۱، ۳۹۰ در سال ۲۰۱۲ با ۱۱۵۵ شعبه است. در طول ماه فوریه سال ۲۰۱۲، رئیس اجرایی این بانک P. Vincenz بود.
1. ↑  "Switzerland, US 'The Most Corrupt'". 9 February 2018.
2. ↑  "Credit Suisse told to tighten money-laundering compliance by US".